# Filipstadita
La filipstadita és un mineral de la classe dels òxids, que pertany al grup de l'espinel·la. Rep el seu nom de Filipstad, ciutat sueca propera a la zona minera de Långban, on va ser descoberta.

## Característiques
La filipstadita és un òxid de fórmula química (Sb0,5Fe0,5)Mn₂O₄. Químicament està relacionada amb la melanostibita. Cristal·litza en el sistema isomètric. Forma cristalls de pseudooctaèdrics, d'uns 200μm, modificats per cares pseudododecaèdriques i pseudocubs. També es troba en forma de sobrecreixements en jacobsita o hausmannita. La seva duresa a l'escala de Mohs es troba entre 6 i 6,5.
Segons la classificació de Nickel-Strunz, la filipstadita pertany a «04.BB: Òxids amb proporció Metall:Oxigen = 3:4 i similars, amb només cations de mida mitja» juntament amb els següents minerals: cromita, cocromita, coulsonita, cuprospinel·la, franklinita, gahnita, galaxita, hercynita, jacobsita, manganocromita, magnesiocoulsonita, magnesiocromita, magnesioferrita, magnetita, nicromita, qandilita, espinel·la, trevorita, ulvöspinel·la, vuorelainenita, zincocromita, hausmannita, hetaerolita, hidrohetaerolita, iwakiïta, maghemita, titanomaghemita, tegengrenita i xieïta.

## Formació i jaciments
Es troba en jaciments de ferro i manganès metamorfosejats. Sol trobar-se associada a altres minerals com: jacobsita, ingersonita, calcita, antimoni natiu, hausmannita, forsterita, flogopita, calcita, coure, hedifana o svabita. Va ser descoberta l'any 1988 a la mina Jakobsberg, a Långban, Filipstad (Värmland, Suècia), l'únic indret on se n'ha trobat.